# Тырльяха
Тырльяха (устар. Тырль-Яха) — река в России, протекает по Ямало-Ненецкому АО. Приток Етыпура. Длина реки составляет 158 км. Площадь водосборного бассейна — 997 км². Высота устья — 52,3 м над уровнем моря.

## Притоки
- 41 км: Нюча-Тырльяха (пр)
- 47 км: река без названия (пр)
- 66 км: река без названия (лв)
- 133 км: Янгъяха (лв)

## Данные водного реестра
По данным государственного водного реестра России относится к Нижнеобскому бассейновому округу, водохозяйственный участок реки — Пур. Речной бассейн реки — Пур.
Код объекта в государственном водном реестре — 15040000112115300057510.